# Pokémon: Hakumei no Tsubasa
Pokémon: Twilight Wings (薄明の翼 Hakumei no Tsubasa), tạm dịch: Pokémon: Đôi cánh chạng vạng, là một series anime ONA của Nhật Bản do Studio Colorido sản xuất , và phát hành trên kênh YouTube chính thức của The Pokémon Company. Đây là một series lấy cảm hứng từ các tựa game Pokémon Sword và Shield, mặc dù đây không phải series chính thức, giống 2 bộ phim trước đó là Origins và Generations. Series này có tất cả bảy tập, mỗi tập kéo dài khoảng năm phút. Tập đầu tiên được phát hành vào ngày 15 tháng 1 năm 2020 và các tập tiếp theo sẽ được phát hành hàng tháng.. Series được công bố vào tháng 12 năm 2019.

## Danh sách tập phim
| Tập | Tiêu đề                    | Ngày phát hành      |
| --- | -------------------------- | ------------------- |
| 1 | "Letter" "Tegami (手紙)"   | 15 tháng 1 năm 2020 |
| John, một cậu bé đang điều trị trong một bệnh viện ở vùng Galar và là người hâm mộ của Nhà vô địch Pokémon, Leon, nên cậu đã viết và gửi thư cho Chủ tịch Rose, người điều hành Giải Liên đoàn Pokémon của Galar. |                            |                     |
| 2 | "Training" "Shugyō (修行)" | 18 tháng 2 năm 2020 |

## Diễn viên lồng tiếng

### Tiếng Anh
- Julia McIlvaine trong vai John và Oleana
- Keith Silverstein trong vai Chairman Rose

### Tiếng Nhật
- Aoi Yūki trong vai John
- Kei Shindō trong vai Tommy
- Kazuhiro Yamaji trong vai Chairman Rose